# 9 Batalion Spadochronowo-Desantowy
9 Batalion Spadochronowo-Desantowy (niem. Fallschirmjäger Bataillon 9., ros. 9-й Парашютно-десантный батальон) – oddział wojskowy wojsk lotniczych Sił Zbrojnych Komitetu Wyzwolenia Narodów Rosji pod koniec II wojny światowej.
19 grudnia 1944 r. Niemcy wydali rozkaz o formowaniu wojsk lotniczych Sił Zbrojnych Komitetu Wyzwolenia Narodów Rosji. W ich skład miał wejść batalion spadochrono-desantowy w składzie: sztab z plutonem łączności, trzy kompanie spadochronowo-desantowe i spadochronowo-desantowa kompania karabinów maszynowych. Na ich uzbrojeniu powinno się znajdować 15 lekkich dział piechoty lub średnich moździerzy. Tworzenie oddziału, który otrzymał w nomenklaturze Luftwaffe oficjalną nazwę 9 Batalionu Spadochronowo-Desantowego, rozpoczęło się już pod koniec grudnia 1944 r. w czeskiej miejscowości Kuttenplan. Na jego czele stanął ppłk Maksim D. Kocar. Funkcję szefa sztabu objął mjr Aleksiej Ł. Biezrodnyj, który faktycznie zajął się formowaniem oddziału i sprawami szkoleniowymi. Dowódcą 1 kompanii został kpt. Smirnow, zaś 2 kompanii kpt. G.N. Speranski, odkomenderowany w lutym 1945 r. z Rosyjskiego Korpusu Ochronnego. W skład oddziału werbowano b. jeńców wojennych z wojsk powietrznodesantowych Armii Czerwonej. Dużym problemem był brak kadry oficerskiej. Szkolenie żołnierzy batalionu prowadzili niemieccy oficerowie spadochroniarze. Batalion był bardzo dobrze uzbrojony w automatyczne szturmowe karabiny maszynowe StG-44. Brakowało natomiast ciężkich karabinów maszynowych i moździerzy. Do zadań oddziału należało prowadzenie działań wojennych na tyłach wojsk sowieckich, po uprzednim zrzuceniu na spadochronach z samolotów. Miały to realizować samoloty 4 Eskadry Transportowej mjr. Michaiła W. Tarnowskiego. W lutym 1945 r. batalion składał się ze sztabu, pododdziału łączności i sześciu kompanii spadochronowo-desantowych, liczących po 220–230 żołnierzy. Na początku kwietnia batalion osiągnął gotowość bojową, licząc ok. 1,4 tys. ludzi. Z powodu nieprawidłowości związanych z przygotowaniami do jego ewakuacji ppłk M.D. Kocar został odsunięty od dowodzenia przez gen. Wiktora I. Malcewa, a dowództwo objął mjr A.Ł. Biezrodnyj. Zakończenie wojny uniemożliwiło skierowanie batalionu do walki.